# Isabelle Söderberg
Anna Isabelle Söderberg (Upsália, 28 de maio de 1989) é uma ciclista profissional sueca.
Competiu como representante de seu país, Suécia, na prova de estrada individual feminina nos Jogos Olímpicos de Verão de 2012 em Londres, Inglaterra.